# Emmanuel Berl
Emmanuel Berl, född 2 augusti 1892, död 21 september 1976, var en fransk-judisk journalist och författare.
Berl skapade sig ett namn med de tre arbetena Mort de la pensée burgeoise (1929), Mort de al morale burgeoise (1929) och Le burgeois et l'amour (1931) där han försökte påvisa förfallstendenser inom det borgerliga franska samhället. Han menade sterila drag hos den franska litteraturen och kulturlivet i stort berodde på borgerskapets revolutionsskräck och av klassfördomar betingad framstegsfientlighet. Berl blev 1933 redaktör för den socialistiska veckotidskriften Marianne. Bland hans övriga arbeten märks La politique et les partis (1932), Lignes des chance (1934) och Discours aux Français (1934). Berl, som uppträdde mot nationalsocialismen och dess franska sympatisörer ägnade sig under andra världskriget åt historiska studier vilka bland annat resulterade i Histoire de l'Europe d'Attila à Tammerlan (1945). I Praise de sang uttalade sig Berl i skilda politiska och kulturella frågor, bland annat om nationalsocialismen och antisemitismen.